# Limnichus vagegluttatus
Limnichus vagegluttatus är en skalbaggsart som beskrevs av Leon Fairmaire 1898. Limnichus vagegluttatus ingår i släktet Limnichus och familjen lerstrandbaggar. Inga underarter finns listade i Catalogue of Life.